# 青木重義
青木 重義（あおき しげよし）は、江戸時代後期の大名。摂津国麻田藩の第14代（最後）の藩主。維新後、子爵。

## 生涯
嘉永6年（1853年）、第11代藩主・青木重龍が隠居後にもうけた五男として誕生した。
安政3年（1856年）8月28日、養父・一咸の死去により、わずか4歳にして家督を継いだ。重龍の死去は2年後の安政5年（1858年）である。慶応4年（1868年）2月20日、上洛し、新政府支持の姿勢を示す。同年4月3日、従五位下・民部少輔に叙任する。
維新後の明治2年（1869年）6月23日、麻田藩知事に就任する。藩校・直方堂を文武局と改めると共に、漢学や算数などを新たに取り入れた。同年、藩の領地である高平郷（川辺郡高平村、のち有馬郡に編入、現・三田市）で小作争議が起こっている。明治4年（1871年）7月15日、廃藩置県に伴い知藩事を免職となった。
明治17年（1884年）7月8日に子爵となるが、同年10月27日に死去した。享年32。
中山男爵家から養子に入った信光が跡を継いだ。

## 系譜
- 父：青木重龍（1800年 - 1858年）
- 母：不詳
- 養父：青木一咸（1828年 - 1856年）
- 正室：由 - 松平信宝の三女、のち離縁
- 継室：塩田伝兵衛の娘
- 養子
  - 男子：青木信光（1869年 - 1949年） - 中山信徴の四男